# MacClive Phiri
MacClive Phiri (ur. 17 czerwca 1993 w Bulawayo) – zimbabwejski piłkarz grający na pozycji prawego obrońcy. Od 2022 jest zawodnikiem klubu Bulawayo Chiefs FC.

## Kariera klubowa
Swoją karierę piłkarską Phiri rozpoczął w klubie Tsholotsho Pirates FC. W sezonie 2015 zadebiutował w jego barwach w pierwszej lidze zimbabwejskiej. W 2017 roku grał w Ngezi Platinum FC, a w latach 2018-2019 był piłkarzem Highlanders FC. W sezonie 2019 zdobył z nim Puchar Zimbabwe. W latach 2019–2020 występował w Południowej Afryce, w takich klubach jak: Bidvest Wits Fc (2019-2020), Sekhukhune United FC (2020-2021) i Venda FC (2021-2022). W 2022 przeszedł do Bulawayo Chiefs FC.

## Kariera reprezentacyjna
W reprezentacji Zimbabwe Phiri zadebiutował 5 września 2019 w przegranym 0:1 meczu eliminacji do MŚ 2022 z Somalią, rozegranym w Dżibuti.